# 小行星14182
小行星14182（14182 Alley，1998 WG12）是一颗位于主小行星带的小行星，1998年11月21日由林肯近地小行星研究小组（LINEAR）在索科罗发现。

## 轨道特性
- 半长轴：2.3218793 AU
- 离心率：0.14407135
- 轨道倾角：5.94715823°
- 公转周期：1292.28379 日（约3.53809年）
- 近日点距离：1.98785027 AU
- 远日点距离：2.65590835 AU

## 物理特征
- 绝对星等：15.00

## 命名由来
该小行星以Karen Alley命名，她是2002年发现频道青年科学挑战赛（DCYSC）决赛选手，任教于蒙大拿州比尤特的东中学（East Middle School）。